# Domingos Fezas Vital
Pour les articles homonymes, voir Vital.
Domingos Fezas Vital (né le 10 janvier 1888 à Caminha et mort le 22 janvier 1953 à Lisbonne) est une personnalité politique, nu juriste et un enseignant portugais. I al été jurisconsulte et professeur de Droit à l'Université de Coimbra, dont il a été nommé recteur par l'un des gouvernements de Dictature nationale (1927 - 1930), et à partir de 1935 professeur de l'Université de Lisbonne. Monarchique et soutenant l'Estado Novo, il a été président du Conseil de l'éducation nationale (1940 - 1946) et de la Chambre Corporative (1944 - 1946). Il a aussi été dirigeant de la Cause Monarchique et lieutenant d'Édouard Nuno de Bragance.

## Biographie

### Naissance
Il naît à Caminha le 10 janvier 1888. Il étudie le droit à Coimbra, où il s'est démarqué par son intelligence.

### Carrière professionnelle et politique
Il est militant politique depuis sa jeunesse, défendant ses idées catholiques et monarchiques, ayant soutenu les deux mouvements monarchiques de Henrique Mitchell de Paiva Couceiro, en tant qu'assistant du lieutenant Caio. Devant l'échec de ces incursions, il s'exile en Espagne et en France jusqu'à ton retour au Portugal en 1914. Il prépare ensuite une thèse qui lui vaut d'être intégré à l'enseignement universitaire, en tant que professeur titulaire de la Faculté de Droit de l'Université de Coimbra, institution dont il devient directeur, vice-recteur et recteur. Il a également enseigné à la Faculté de Droit de l'Université de Lisbonne. Il a également donné plusieurs conférences à la Société géographique de Lisbonne, aux Universités de Coimbra et Lisbonne, et au Barreau portugais.
Il a ensuite été élu procureur de la Chambre Corporative, étant devenu le 1er vice-président, et a été nommé président après la mort du général Eduardo Marques. En 1940, il prend possession de la présidence du Conseil de l'éducation nationale, après avoir démissionné des deux postes pour occuper un emploi de collaborateur d'Édouard Nuno de Bragance, après la mort de João António de Azevedo Coutinho.
Il fut membre du conseil d'administration de la Compagnie Ferroviaire Portugaise, juge de la Cour internationale de justice, et de l'Organisation maritime internationale, en plus d'avoir fait partie de plusieurs jurys doctoraux en Droit. Il fit également partie de l'Action Catholique Portugaise, et membre de l'Association des Jurisconsultes Catholiques Portugais, et s'est démarqué en tant que président des Semaines Sociales Catholiques.

### Vie personnelle et mort
Il a épousé Maria Teresa Cabral do Amaral Fezas Vital et a eu pour enfants Maria da Conceição Cabral do Amaral Fezas Vital Trocado, Tereza Cabral do Amaral Fezas Vital, Francisco Cabral do Amaral Fezas Vita, et Vasco Nuno Cabral do Amaral Fezas Vital.
En 1951, il a subi une intervention chirurgicale à l'Hôpital Saint-Joseph.
Il est décédé aux premières heures du 22 janvier 1953, chez lui à Lisbonne. Les funérailles ont eu lieu à l'Église de São Sebastião da Pedreira, et le corps a été transporté par train depuis la Gare du Rossio jusqu'à Caminha, dans un wagon spécial.

### Décorations et hommages
Il a reçu les Grands Croix de l'Ordre de l'Instruction Publique le 22 septembre 1930 et l'Ordre Militaire du Christ le 28 mai 1937, et fut décoré des officiers de l'Ordre National de la Légion d'Honneur et de la Croix Rouge Allemande. Il a été honoré lors de l'Assemblée générale de 1953 Compagnie Ferroviaire Portugaise.

## Voir également
- Henrique Mitchell de Paiva Couceiro